# 刺柏
欧刺柏（學名：Juniperus communis）是一種小灌木，是柏科刺柏属的植物。分布于欧洲、北非、北美以及中国大陆的南京、上海、青岛、杭州等地，目前已由人工引种栽培。和亞洲的檜樹親緣關係較近，屬於同一屬。本屬植物的松球和其他柏科植物不同，無翅並有著近似漿果的肉質，其味苦有清香。
自古以來，歐洲人一直使用欧刺柏種子作為煮肉時的調味料，作為利尿的藥物使用，或在啤酒發酵的過程中添加刺柏種子作為苦味的來源。欧刺柏種子經常在文學作品中出現，中國的翻譯家不知道這種植物的名稱，因其類似於小松樹，故起名「杜松」，將其果實稱為「杜松子」。以杜松子為調味料所製造出的酒被翻譯成「杜松子酒」，是種在歐洲非常受歡迎的基礎烈酒。由於欧刺柏的荷語名稱為「Genever」，所以杜松子酒於英語常被簡稱為「Gin」，引進中國後被翻譯成琴酒，所以目前出現兩種名稱：在文學作品和詞典中經常稱為「杜松子酒」；而在酒吧和調酒著作中則被稱為「金酒」或「琴酒」。

## 别名
- 璎珞柏（中国树木分类学），普通柏（中国裸子植物志），欧桧（经济植物手册）

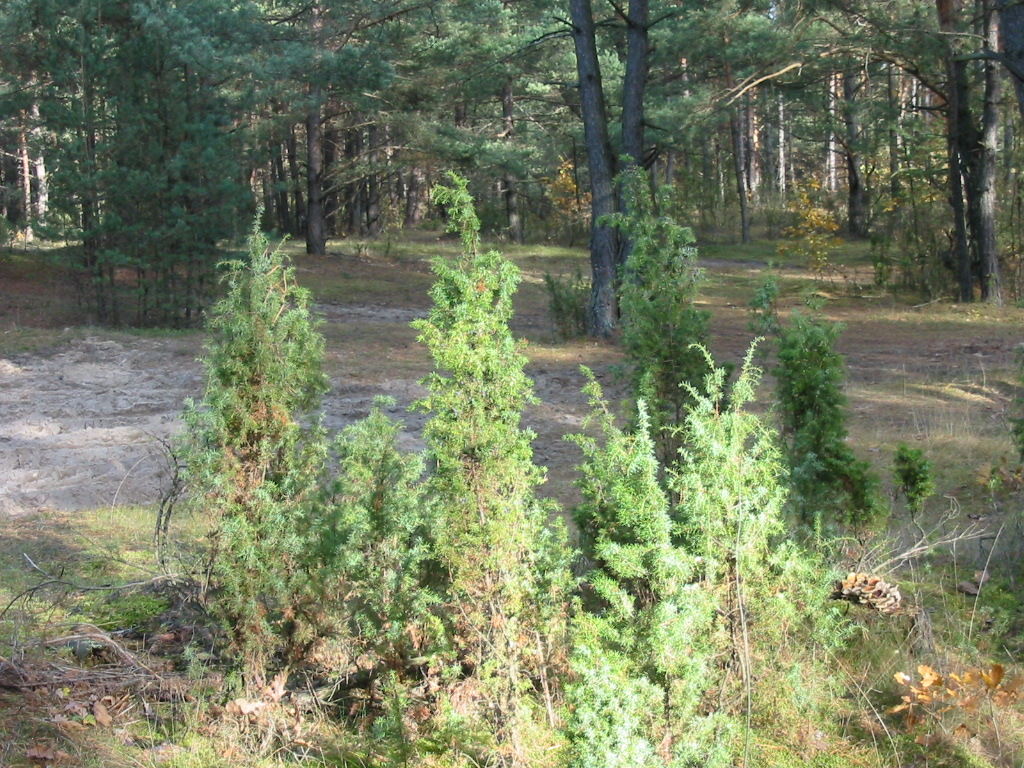
植株
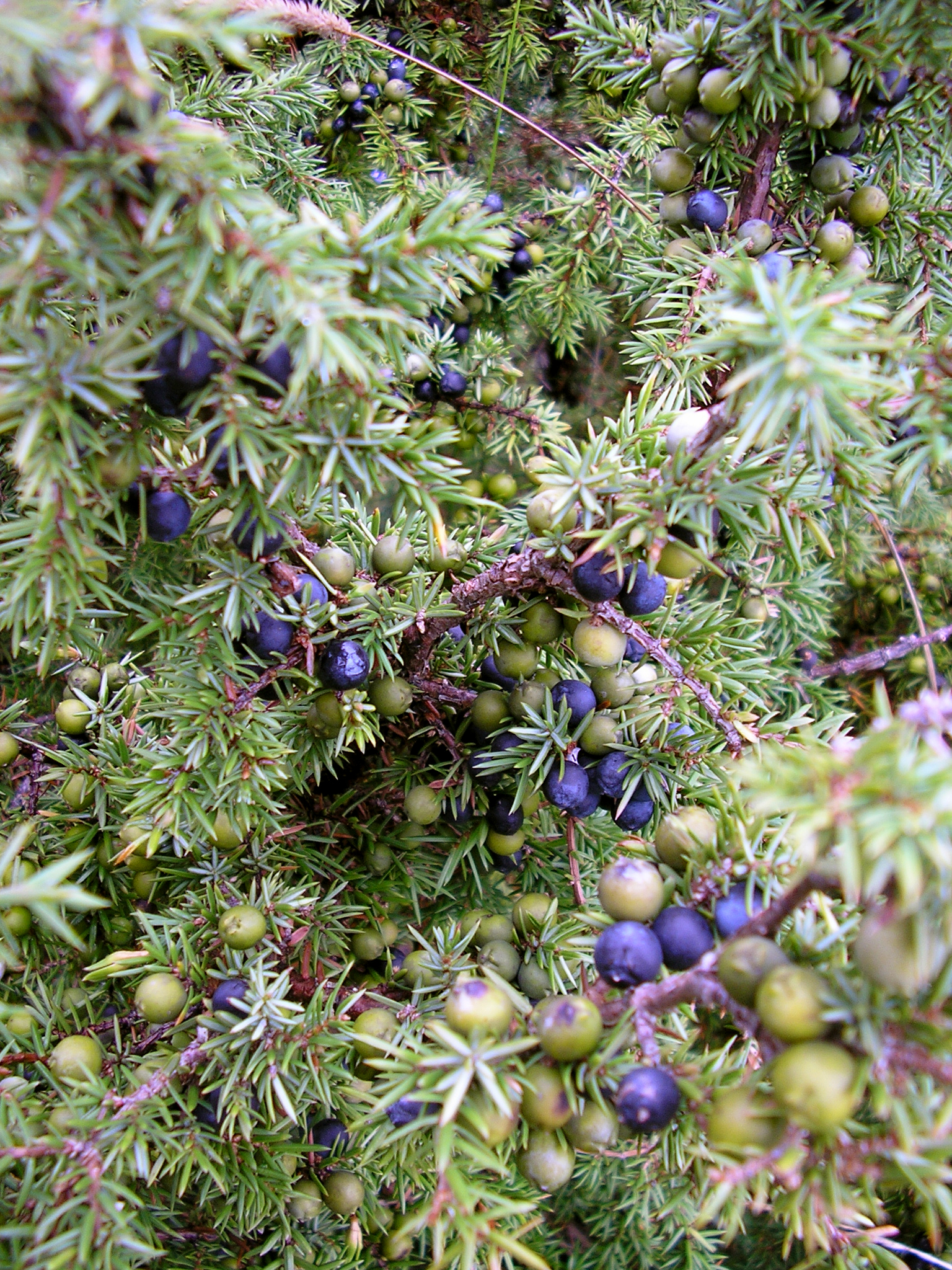
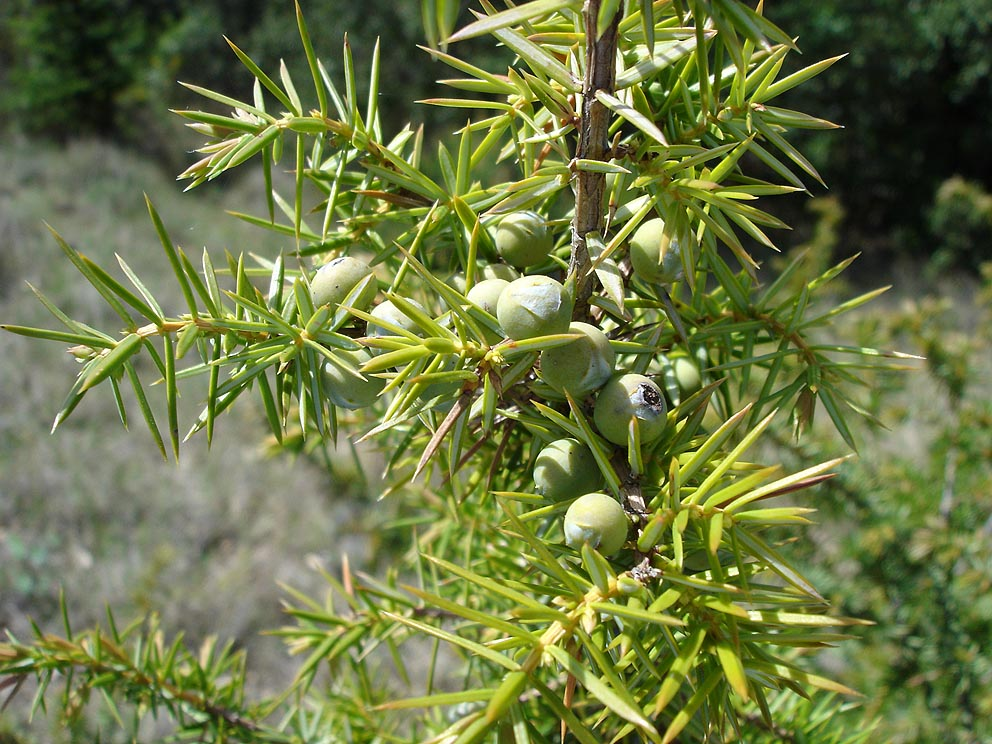
刺柏漿果
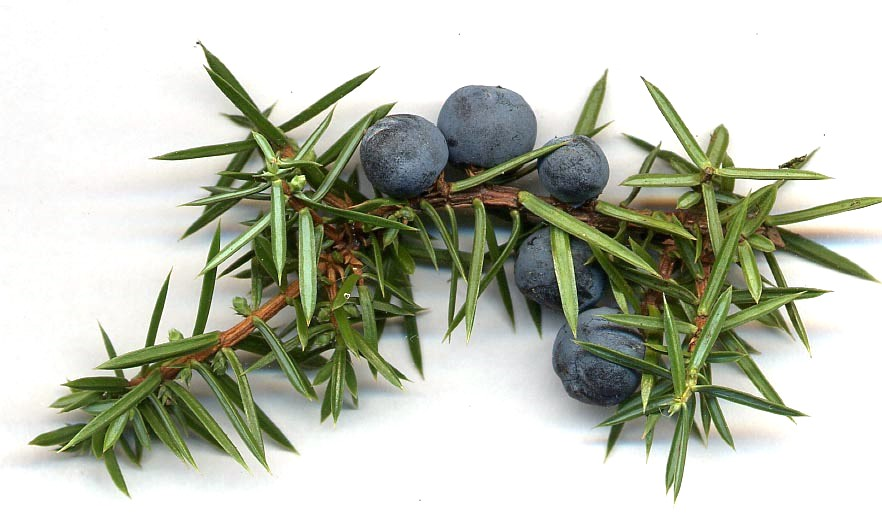
成熟漿果